# Grau Fahrenheit

Países que utilizam a escala Fahrenheit
Países que utilizam tanto a escala Fahrenheit quanto a Celsius
Países que utilizam a escala Celsius

Fahrenheit é uma escala de temperatura proposta por Daniel Gabriel Fahrenheit em 1724. Sua unidade é o grau Fahrenheit (símbolo: °F). Nesta escala, o ponto de fusão da água é de 32 °F e o ponto de ebulição é de 212 °F. Uma diferença de 1,8 °F é igual a uma diferença de 1 °C.
Esta escala foi utilizada principalmente pelos países que foram colonizados pelos britânicos, mas seu uso atualmente se restringe a poucos países de língua inglesa, como os Estados Unidos e Belize. 
E também, muito utilizada com o povo grego, para medir a temperatura de um corpo.
Para uso científico, há uma escala de temperatura, chamada de Rankine, que leva o marco zero de sua escala ao zero absoluto e possui a mesma variação da escala fahrenheit, existindo, portanto, correlação entre a escala de Rankine e grau fahrenheit do mesmo modo que existe correlação das escalas kelvin e grau Celsius.

## História
Em 1708 Daniel Gabriel Fahrenheit visitou Ole Rømer em Copenhaga. Com ele, aprendeu muito sobre a construção de termómetros de mercúrio, aperfeiçoando o processo de purificação do elemento posteriormente. Rømer era astrónomo e, portanto, estava habituado a utilizar o sistema de numeração sexagesimal. Esta provavelmente é a razão de ter atribuído nas suas pesquisas o valor 0 ° ao ponto de fusão da água e o valor 60 ° ao ponto de ebulição desta.
Percebera, entretanto, que a temperatura mais baixa medida com seu termómetro em Copenhaga era inferior ao valor considerado 0 ° (ponto de fusão da água). Ao comparar a diferença entre o ponto de fusão da água e este "novo" valor encontrado, com o ponto de fusão da água e o de ebulição da mesma, constatou que a primeira diferença correspondia a 1/8 do tamanho da distância entre a fusão e a ebulição da água. Como a escala era dividida em 60 unidades, este 1/8 correspondia a 7,5, ou seja, a menor temperatura encontrada em Copenhaga era -7,5 ° numa escala que o ponto de fusão da água era 0 ° e o ponto de ebulição era 60 °. Para evitar valores negativos nas suas medições meteorológicas, resolveu alterar a nomenclatura para 0 ° na temperatura mais baixa em Copenhaga, alterando consequentemente a temperatura de congelamento da água para 7,5 °.
Fahrenheit seguiu pelo mesmo caminho e também usou estes dois números como referências para a sua escala. Rømer estava preocupado com medições meteorológicas, portanto, como Copenhaga praticamente nunca passava do valor de 26 ° na sua escala, resolveu construir termómetros que 3/4 do tamanho ficavam acima do ponto de fusão da água, ou seja, iam até 22,5 ° (7,5 x 3). Mais tarde, alterou o ponto de fusão da água para 8 ° em vez de 7,5 °, o que fez com que os seus termómetros fossem até 24 ° (8 x 3) em vez de 22,5 °. Logo depois, Fahrenheit passou também a adotar o valor 8 ° para o ponto de fusão da água, evitando muitas contas com valores decimais. 
Fahrenheit entretanto foi além. Por volta de 1717 desenvolveu um método de filtragem de mercúrio em membrana de couro que possibilitou criar termómetros mais precisos e, com isso, conseguiu dividir cada intervalo dos seus termómetros em quatro partes. Como não pretendia utilizar valores decimais, isto acarretou a multiplicação por 4 (quatro) de todos os valores que encontrara, assim, o ponto de fusão da água tornou-se 32 ° (8 x 4).

## Considerações sobre os valores obtidos em graus fahrenheit
Com exceção da temperatura de congelamento da água (32 °F) e do valor para o frio mais intenso em Copenhaga medido na época (0 °F), todos os outros valores mais conhecidos nesta escala (temperatura do corpo humano, evaporação da água, evaporação do mercúrio, entre outros) não foram usados para a criação da escala, como muitos pensam, mas foram obtidos através de medição dos mesmos após a criação da escala.
Fahrenheit refere-se a uma medida de temperatura.
Em outra história, Fahrenheit calculou 0° tomando uma medida do ponto em que partes iguais de sal e gelo misturadas se fundem. Ele então estabeleceu 96° como a temperatura do sangue. Ainda outra história sustenta que ele cooptou a escala de temperatura de Ole Rømer. Com essa escala, 7,5° é o ponto de congelamento da água.

## Possíveis vantagens da utilização
Em 1724, época em que muitos cientistas criavam seus próprios termómetros e seus valores, as vantagens da utilização do grau fahrenheit eram muito mais perceptíveis tanto para uso da ciência local quanto para o uso no dia a dia. Atualmente, as vantagens desta medição tanto para a ciência quanto para o dia a dia parecem pouco úteis devido ao avanço da ciência.
Entre as possíveis vantagens da utilização dos graus fahrenheit, podem ser citados:
- Em países de clima frio as temperaturas assumem, quase sempre, valores positivos na escala fahrenheit, o que não é acompanhado pela graduação em Celsius. O zero fahrenheit é -17,78 °C, portanto, poucas serão as situações em que serão apresentados valores negativos na previsão do tempo, o que facilita a compreensão de temperatura pelos habitantes de países de clima frio, principalmente para cálculos de amplitude térmica pelos menos intelectualizados (Exemplo: uma cidade com temperatura abaixo do ponto de fusão da água somente durante a noite).
- O fato de existirem uma maior quantidade de números em um mesmo intervalo quando comparados fahrenheit e Celsius (1,8 para 1) faz com que todos os arredondamentos para valores inteiros se mostrem muito mais próximos do valor real. Entretanto, críticos sugerem que, mesmo a diferença de 1 grau na escala Celsius (para a temperatura da cidade) é uma variação muito pequena para ser atribuída uma vantagem a esta característica. Antigamente, na época da criação do sistema, esta era uma vantagem válida para medições meteorológicas que deviam ser as mais acuradas possível, principalmente para estudos físicos e registros históricos.
- Em Celsius, a definição da passagem de estado febril para febre que precisa da utilização de medicamentos está entre os valores 37 °C e 38 °C. Em fahrenheit, acostumou-se a tratar pacientes com medicamentos quando a febre destes chega a valores de 3 dígitos (100 °F = 37,78 °C). É usual encontrar, nos países que usam a medida, enfermeiras falando: "A temperatura já atingiu três dígitos, vamos dar uma medicação". Numa época pré-industrial e antes do aperfeiçoamento do setor de saúde, esta foi uma valiosa informação para enfermeiros e médicos, fato que parece perder a importância com o passar do tempo.

## Dicas sobre a conversão de graus fahrenheit em graus celsius
Para a maior parte do mundo, acostumados com temperaturas escritas em graus Celsius, torna-se difícil entender temperaturas em graus fahrenheit, comumente utilizada nos Estados Unidos. Pela fórmula de conversão é necessária a divisão por 1,8 após a diminuição de 32, nem sempre fácil de se fazer mentalmente. Para facilitar a rápida conversão mental, podem-se usar dois métodos, o primeiro mais preciso e menos rápido, o segundo menos preciso e muito rápido : 
Primeiro método, mais preciso: Temperatura em graus Celsius = [ (Temperatura em Fahrenheit - 32) / 2 ] + 10% 
Ou seja: partindo da temperatura em Fahrenheit, subtraia 32, divida o resultado por 2 e some 10% (um décimo) a este resultado. O valor encontrado não é exatamente o número verdadeiro, mas é bastante próximo.
Exemplo: Suponhamos que lemos em um jornal que a temperatura é 86 °F. E então quanto é em graus Celsius?
- 1º   86 - 32 = 54;

- 2º   54 / 2 = 27;

- 3º   27 + 2,7 (um décimo) = 29,7 °C, que é bem próximo do valor real: 30 °C.

Segundo método, mais rápido: Temperatura em graus Celsius = (Temperatura em Fahrenheit - 30) / 2  
O valor encontrado é menos próximo do verdadeiro do que pelo método anterior, mas o cálculo é mais rápido e fácil de fazer de cabeça, o que é necessário, por exemplo, ao se ouvir um noticiário que informa o histórico ou a previsão das temperaturas.
Exemplo: Partindo da mesma temperatura de 86 °F, usado no exemplo do método simplificado anterior, qual é a temperatura aproximada em graus Celsius?
Resposta : (86 - 30) / 2  = 28 graus Celsius. 
Observe que houve um erro de 2 °C no valor encontrado, o que não é pouco, mas obtivemos uma boa noção da temperatura, em vez de ficarmos (as pessoas não acostumadas com a escala Fahrenheit) sem a menor noção dela.
Terceiro método, mais difícil, mas exato: (Temperatura em Fahrenheit - 32) / 9 = Temperatura em Celsius / 5
Note que esta fórmula vale tanto para a conversão de Fahrenheit para Celsius quanto de Celsius para Fahrenheit.
Resposta: 
```
         (86 - 32) / 9 = X / 5
          54 / 9 = X / 5
          X = 270 / 9
          X = 30 graus Celsius
```